# ميشيل إيبرت
ميشيل إيبرت هو محامي وسياسي فرنسي، ولد في 7 يوليو 1799 في غرانفيل في فرنسا، وتوفي في 19 أبريل 1887 في Asnières, Eure ‏ في فرنسا. انتخب نائب فرنسي.